# Windfall-Yacht
Unter Windfall-Yacht versteht man im englischen Sprachraum eine Segelyacht, die nach dem Zweiten Weltkrieg als Reparationsleistung insbesondere von der britischen Besatzungsmacht bei deutschen staatlichen Stellen wie Kriegsmarine, Luftwaffe, Heer und anderen offiziellen Stellen beschlagnahmt wurden. Die Bezeichnung Windfall bedeutet, dass diese Yachten wie überreife Früchte den Besatzern zufielen. Es war in der Summe eine Flotte von ca. 100 überwiegend hölzernen Booten, die nach einem sehr hohen Qualitätsstandard in der Zeit von 1928 bis 1940 als Seefahrtkreuzer gebaut worden waren.
Die Windfall-Yachten wurden insbesondere von britischen Offizieren im  British Kiel Yacht Club in Kiel gesegelt und die meisten Yachten später nach Großbritannien überführt. Dort wurden sie der Navy, Army und Air Force zur Segelausbildung des Offiziernachwuchses übergeben. Sie bildeten nach dem Zweiten Weltkrieg für ca. 15 bis 20 Jahre das Rückgrat der Segelausbildung in den britischen Teilstreitkräften. So gelangten Windfalls auch nach Malta, Australien, Kanada, Hongkong, Singapur, Neuseeland, Gibraltar und zu den Bermudas.
Nach vielen Eigentumsstreitigkeiten zwischen Alteignern und auch zwischen Navy, Army und Air Force kehrten viele Seefahrtkreuzer (Windfalls) nach Rückkäufen durch Privatleute zurück nach Deutschland.